# Psebai
Psebai (del ruso: Псебай) es un asentamiento de tipo urbano del raión de Mostovskói del krai de Krasnodar, en Rusia. Está situado a orillas del río Psebaika y en la orilla izquierda del río Málaya Labá, constituyente del Labá (de la cuenca del Kubán), frente a Andriuki, 30 km al sur de Mostovskói y 157 al sureste de Krasnodar, la capital del krai. Tenía 10 839 habitantes en 2010.
Es cabeza del municipio Psebaiskoye, al que pertenecen asimismo Perevalka, Burni, Nikítino y Kírovski.

## Historia
La localidad fue fundada en 1857 por cosacos como parte de una nueva línea defensiva en la conquista y asimilación del territorio de la región del Cáucaso Norte frente a las incursiones de los pueblos adigué de la montaña. En 1862 se instalaron cosacos de la stanitsa Novopokróvskaya. De esta época se conserva la pequeña iglesia de madera Sviato-Preobazhenski, de 1858. En 1873 se le concedió el estatus de stanitsa. Para 1881 tenía más de 1 500 habitantes y varias fábricas y talleres. En 1894, el zar Nicolás II emitió un decreto por el que se entregaba una parcela de tres hectáreas a los cosacos que hubieran combatido durante 17 años, hecho que contribuyó a aumentar la población de la localidad. En 1898, se construyó una casa de campo para el duque Sergio Mijáilovich Románov. Con el patrocinio de los Románov se construyeron dos escuelas. Para 1910 contaba con 6 489 habitantes y 7 557 desiatinas de tierra.
Entre 1944 y 1962 fue centro del raión de Psebai y desde 1958 tiene estatus de asentamiento de tipo urbano.
En la noche del 14 de mayo de 2018, un grupo de personas cometió un brutal asesinato de una madre de muchos hijos, Natalia Dmitrieva, que recibió resonancia pública. En este momento, dos sospechosos han sido detenidos (Saveliy Nikiforov, 20, y Maxim Bondarenko, 16). El 18 de mayo, se realizó una concentración para castigar a los asesinos. El jefe de la aldea renunció el 21 de mayo.

## Demografía
| 2002   | 2010   |
| ------ | ------ |
| 11 031 | 10 839 |

### Composición étnica
De los 11 031 habitantes que había en 2002, el 94.6 % era de etnia rusa, el 2.1 % era de etnia ucraniana, el 0.4 % era de etnia bielorrusa, el 0.4 % era de etnia alemana, el 0.3 % era de etnia georgiana, el 0.3 % era de etnia armenia, el 0.3 % era de etnia tártara, el 0.2 % era de etnia griega, el 0.1 % era de etnia adigué, el 0.1 % era de etnia azerí y el 0.1 % era de etnia turca

## Economía y transporte
Los principales sectores económicos de la localidad son: la producción de materiales de construcción (yeso, la industria maderera (haya), y el turismo senderista y ciclista (Agencia Vozjod).
Es terminal de la línea de ferrocarril Kurgáninsk-Psebai. En la década de 1980 se cerró el ferrocarril de vía estrecha hacia Kurdzhinovo, en la república de Karacháyevo-Cherkesia.